# (690420) 2014 FC72
2014 FC72, também escrito como 2014 FC72, é um objeto transnetuniano que está localizado no disco disperso, uma região do Sistema Solar. Ele possui uma magnitude absoluta de 4,5 e tem um diâmetro estimado em torno de 554 km. O astrônomo Mike Brown lista este corpo celeste em sua página na internet como um candidato a possível planeta anão.

## Descoberta
2014 FC72 foi descoberto no dia 24 de março de 2014 pelo Pan-STARRS 1.

## Órbita
A órbita de 2014 FC72 tem uma excentricidade de 0,323 e possui um semieixo maior de 76,375 UA. O seu periélio leva o mesmo a uma distância de 51,679 UA em relação ao Sol e seu afélio a 101 UA.